# Birgit Hansen
Birgit Stenbak Hansen (født 29. januar 1967 i Volstrup ved Sæby) er en dansk sygeplejerske og tidligere politiker, der fra 1. januar 2014 til 31. oktober 2024 var socialdemokratisk borgmester i Frederikshavn Kommune.
Hun var Frederikshavns første kvindelige borgmester.
Birgit Hansen blev uddannet sygeplejerske fra Aarhus Kommunehospitals Sygeplejeskole i 1992. og bor i Bratten Strand ved Jerup i Vendsyssel. Hun er gift og har to voksne børn.

## Politisk karriere
Hun har været byrådsmedlem fra 1. januar 2002 til 31. oktober 2024, først valgt i den daværende Sæby Kommune indtil denne blev slået sammen med Skagen og Frederikshavn kommuner til den nuværende Frederikshavn Kommune. Birgit Hansens far, Svend Hansen, var socialdemokratisk byrådsmedlem i Sæby gennem 36 år, og hendes farfar var medlem af sognerådet.
Birgit Hansen afløste Lars Møller fra Venstre, der var Frederikshavns borgmester i perioden 2010-14. Han blev ved konstitueringen umiddelbart efter kommunevalget i november 2013 kommunens 1. viceborgmester.
Hansen genopstillede til Kommunalvalget 2017 hvor hun blev genvalgt med 14.843 personlige stemmer.
Tallet svarede til en stemmeandel på 42 procent, hvilket var en danmarksrekord.
Hansen forklarede den usædvanlige tilslutning med tilstedeværelse og en ekstrem høj prioritering af det repræsentative.
Hun angiver således at kende fornavnet på alle kommunens handicappede.
Birgit Hansen var medlem af bestyrelsen i KL (Kommunernes Landsforening) fra 2018 til hun fratrådte som borgmester.
Birgit S. Hansen meddelte i marts 2024, at hun ikke genopstiller ved kommunalvalget i 2025. Hun valgte at fratræde som borgmester pr. 31. oktober 2024 og blev efterfulgt af Karsten Thomsen.
Hun tiltrådte 1. november i et job som KL's repræsentant for grøn trepart.